# Anton Gerrits
Anton Gerrits (* 15. Mai 1885 in Amsterdam; † 22. Januar 1969 ebenda) war ein niederländischer Radrennfahrer.

## Sportliche Laufbahn
Gerrits war im Bahnradsport aktiv. Er war Teilnehmer der Olympischen Sommerspiele 1908 in London. Bei den Spielen belegte er zusammen mit Gerard Bosch van Drakestein, Dorus Nijland und Johannes van Spengen den vierten Platz in der Mannschaftsverfolgung.
Weiterhin startete er im Sprint und über 5000 Meter mit Massenstart. In allen diesen Wettbewerben blieb er ohne Medaille.